# Hågäl
Hågäl (Galeus melastomus) är en hajart som finns i östra Atlanten, Medelhavet till norra Afrika, och som då och då dyker upp i Skagerack och Kattegatt. Dess FAO-identitetskod är SHO.

## Beskrivning
Hågälen blir upptill 90 cm lång och kan som mest väga 4 kg. Stjärtfenans övre lob är lång och försedd med två rader av hudtänder längs ovankanten. Ovansidan är brunaktig med ljusa, ring- och båkformade mönster, medan buken är ljus. Dess engelska namn, blackmouth catshark, antyder ett typiskt drag hos denna hajart: Den är alldeles svart i gapet.

## Vanor
Fisken lever vanligtvis på mellan 200 och 500 meters djup men kan påträffas allt från 50 till 1 200 meter. Födan består främst av bottendjur som räkor och bläckfiskar, men kan även ta mindre fiskar. Honan lägger upp till 13 ljusbruna äggkapslar med två ägg i varje.

## Utbredning
Hågälen finns i östra Atlanten från Färöarna, runt Brittiska öarna och längs Norge över Nordsjön till Medelhavet, Azorerna och Senegal. Den besöker tillfälligtvis Skagerack och Kattegatt, men fortplantar sig inte i Sverige.

## Kommersiell användning
Arten är föremål för ett visst fiske och säljs färsk, torkad eller saltad. Den används även för lädertillverkning.